# Fomitopsis betulina
Губка березова  (Fomitopsis betulina, раніше Piptoporus betulinus) — вид деревних грибів роду Фомітопсіс (Fomitopsis).

## Таксономія
Цей гриб уперше описав Жан Бюйяр в 1788 році під назвою Boletus betulinus. У 1881 році Петтер Карстен переніс його у рід Piptoporus, для якого він став типовим видом. Молекулярно-філогенетичні дослідження показали, що цей вид належить до роду Fomitopsis, і 2016 року його було перейменовано в Fomitopsis betulina.
Видовий епітет betulina пов'язаний із тим, що цей гриб росте на березі (Betula).

## Будова
Шапинка копитоподібна, м'ясиста, зверху матова сіро-коричнева, знизу біла й пориста. Ширина — до 10-15 см, товщина — до 4-6 см. Споровий порошок білий.

## Життєвий цикл
Плодові тіла ростуть цілий рік.

## Поширення та середовище існування
Росте на живих березах, спричиняючи гниль серцевини, та відмерлих березових стовбурах.

## Використання та хімічні складові
Не їстівний. Вживається у народній медицині для лікування надмірної ваги, ран тощо.
Хімічний склад та фармакологічну дію березової губки активно досліджували. У плодових тілах гриба є поліпоренова кислота, що є отруйною для паразитичного черв'яка Trichuris trichiura. Дві кульки з цього гриба, нанизані на шкіряні стрічки, знайшли у Етці — людини, що жила 5300 років тому в Тіролі. Є припущення, що вони могли використовуватися як отрута для паразитів та проносний засіб для їх видалення.
У свіжих спорофорах Fomitopsis betulina живе жук Paramecosoma melanocephalum (Cryptophagidae).

## Галерея

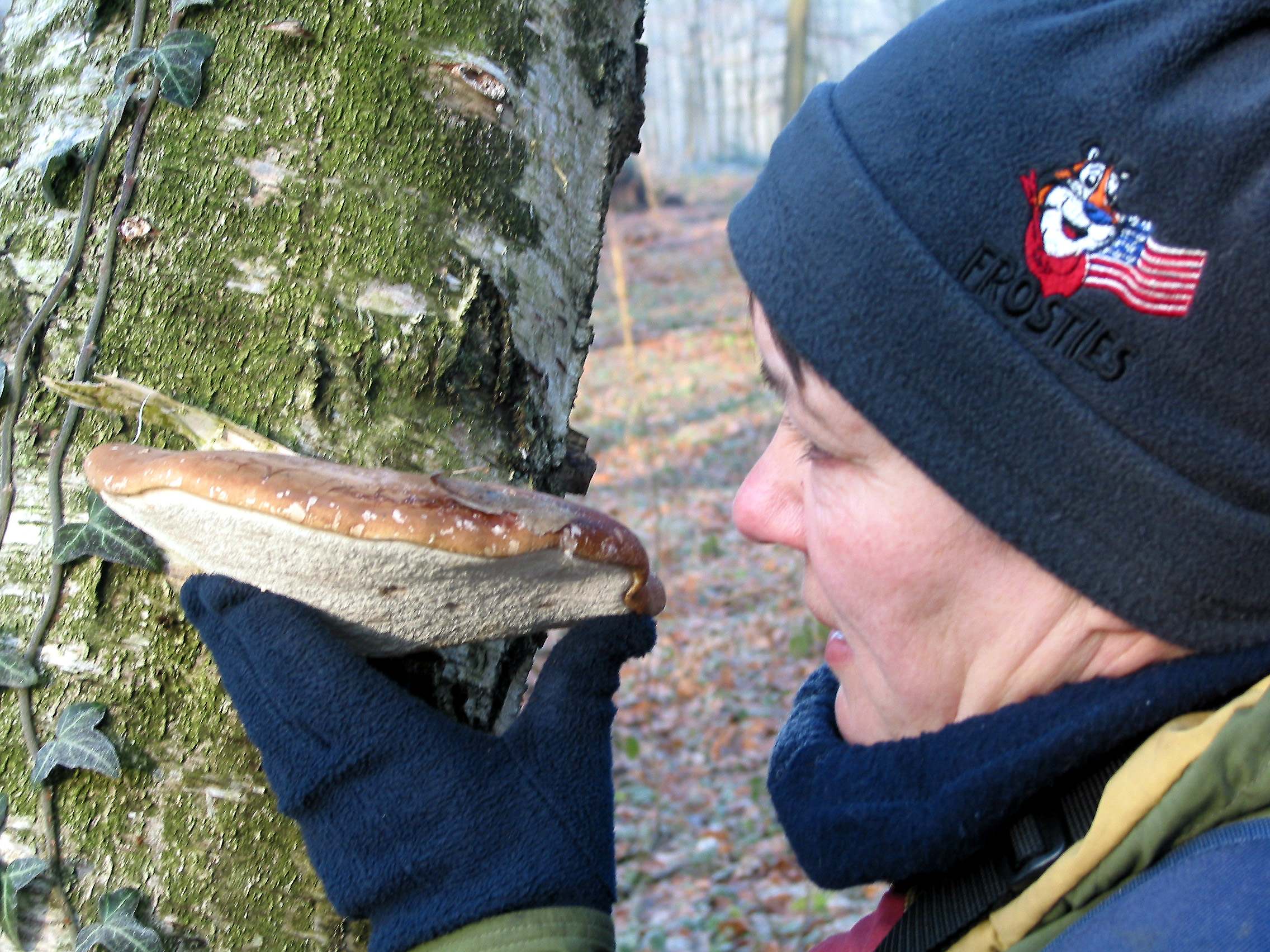
Розмір плодового тіла у порівнянні з людиною
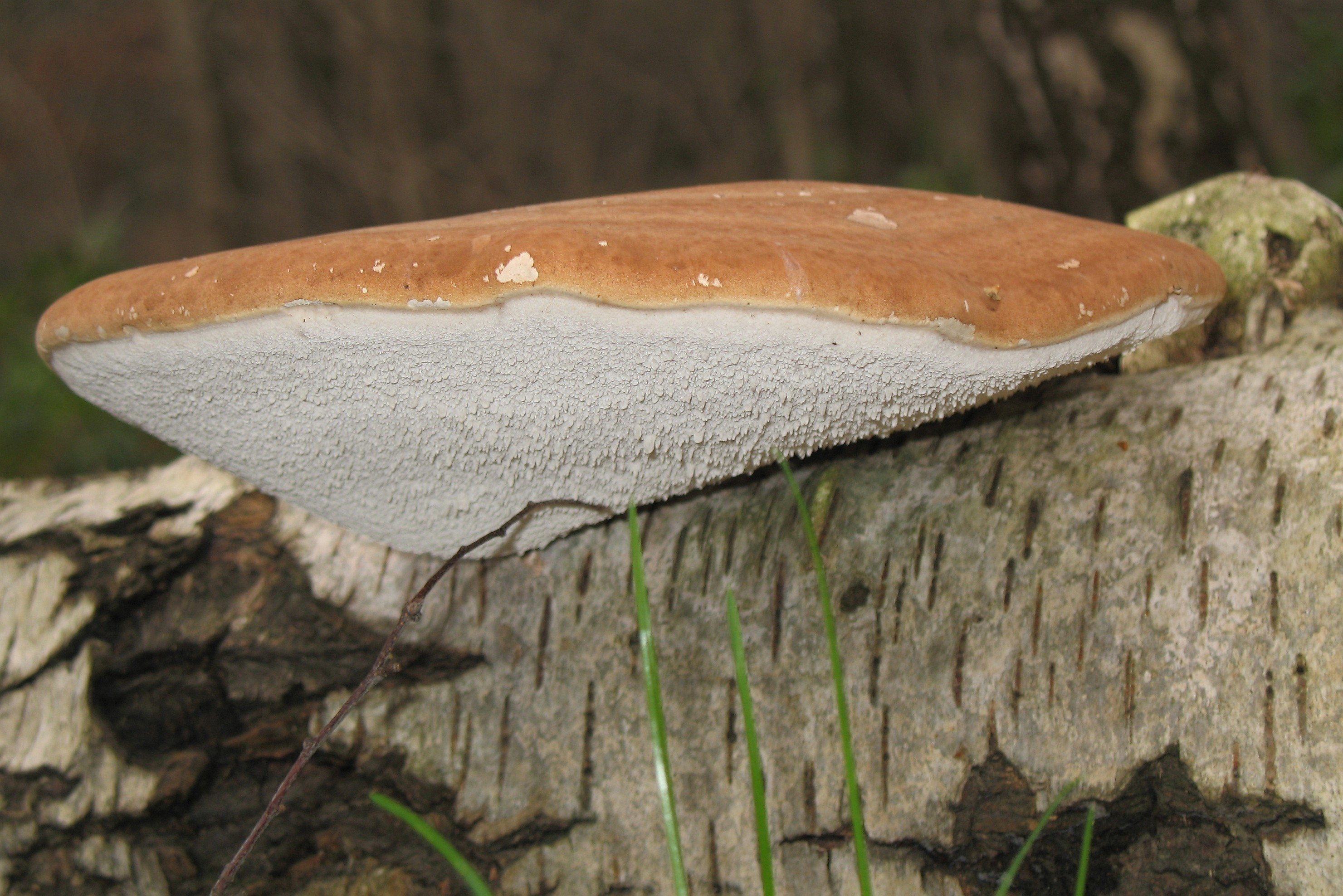
Плодове тіло
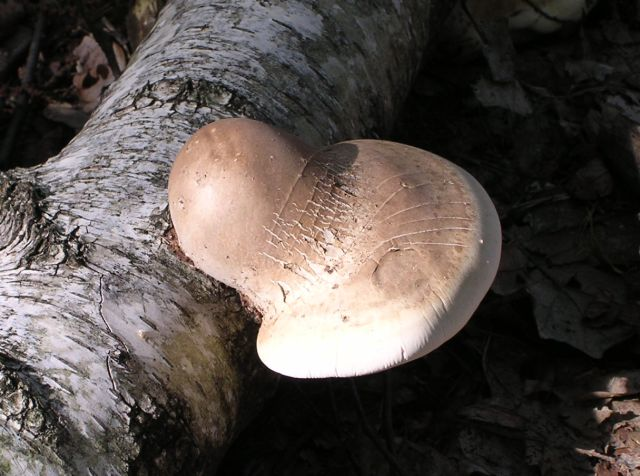
Молодий гриб
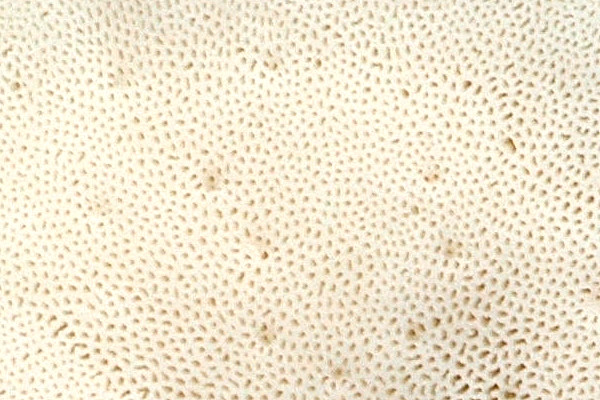
Пори